# Journals of the Continental Congress
I Journals of the Continental Congress sono la raccolta dei documenti ufficiali dei primi tre organi rappresentativi delle originarie colonie unite e, infine, degli Stati Uniti d'America.
Il Primo congresso continentale fu formato e si riunì dal 5 settembre al 26 ottobre 1774, presso la Carpenters' Hall di Filadelfia, in Pennsylvania, all'inizio della Rivoluzione americana. Il suo scopo era quello di affrontare "Leggi Intollerabili" e altre violazioni imposte alle colonie dal parlamento britannico. Il 20 ottobre 1774 venne approvata l'Associazione Continentale con cui nacque il Secondo congresso continentale nel maggio 1775 che, fino al 1781, fu promotore della Dichiarazione di Indipendenza e di molti articoli fondamentali che formarono gli Stati Uniti d'America. Il Congresso della Confederazione (1781–1789) gli successe immediatamente dopo la ratifica degli Articoli della Confederazione e durò fino alla fine della Guerra d'Indipendenza americana fino al 1789.
Esso contiene tutti gli importanti documenti, lettere, trattati, rapporti e documenti assortiti, famosi e meno famosi, relativi alla formazione del governo degli Stati Uniti. Sebbene contengano rapporti politici estremamente importanti, contengono anche molto materiale sull'attività quotidiana di un giovane governo di una giovane nazione.
La Library of Congress ha pubblicato un'edizione completa di questi documenti intitolata Journals of the Continental Congress tra il 1904 e il 1937. Questa edizione in 34 volumi è stata curata da Worthington C. Ford.